# Castañar de Ibor
Castañar de Ibor es un municipio y localidad española de la provincia de Cáceres, en la comunidad autónoma de Extremadura. El término municipal, ubicado en la mancomunidad de Villuercas-Ibores-Jara y en la comarca de Los Ibores, tiene una población de 1032 habitantes (INE 2024).

## Geografía

### Localización
El pueblo se encuentra en la carretera EX-118 que une Guadalupe con Navalmoral de la Mata. En su término municipal se encuentran la cueva de Castañar de Ibor y el despoblado de La Avellaneda. El municipio es conocido por su entorno natural y por la arquitectura popular condicionada por lo abrupto del emplazamiento de su casco urbano.
El término municipal de Castañar de Ibor limita con Bohonal de Ibor al norte; Peraleda de San Román, Garvín de la Jara y Valdelacasa de Tajo al este; Navalvillar de Ibor al sur, y Robledollano, Fresnedoso de Ibor y Mesas de Ibor al oeste.

### Orografía
Castañar se sitúa en la mancomunidad de Villuercas-Ibores-Jara y su extenso término municipal se ubica entre los 1150 m de altura del monte conocido como Camorro y los 690 m del valle del río Ibor. Cuenta con un relieve apalachiense muy abrupto, que se manifiesta especialmente en los espectaculares montes de la margen izquierda del río Ibor, pertenecientes a la sierra de las Villuercas, donde escarpadas peñas se elevan abruptamente desde la falda erosionada de las montañas. 

## Naturaleza

### Fauna y flora
El bosque de castaño da nombre al municipio y es, en efecto muy abundante, especialmente hacia el sur. Encina y olivo son tan abundantes en el municipio como el castaño y, además, muy productivos. Se puede decir que este último árbol es el motor de la economía local.

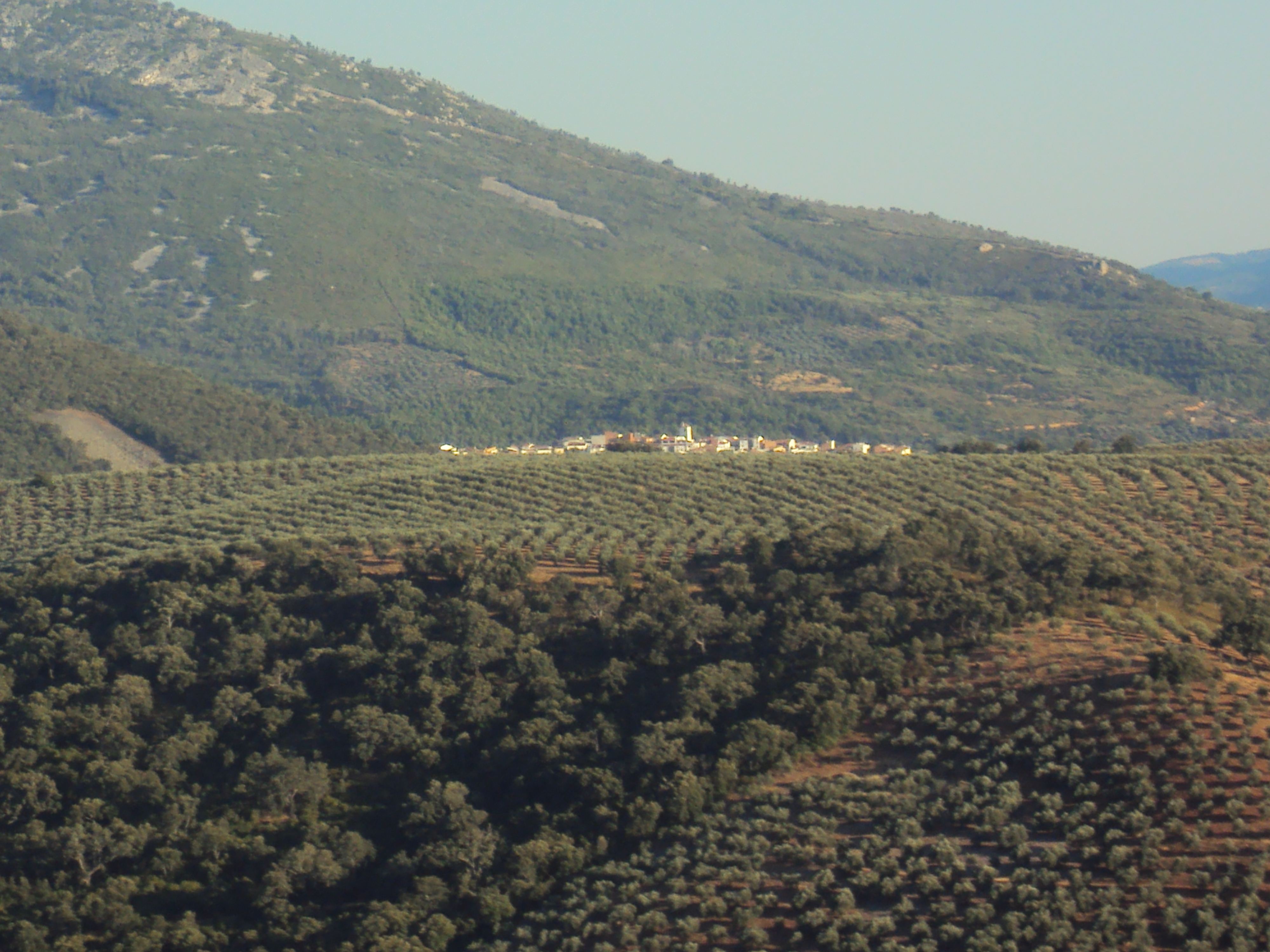
Vista lejana de Castañar de Ibor

Estas tres especies, combinados con el resto de flora, abundante tanto en cantidad como variedad, forman bosques de gran riqueza paisajística, salpicados por cultivos y por pedregales. Actualmente, parte de esta riqueza se ve esquilmada por un grave incendio forestal que, en verano de 2005, arrasó cientos de hectáreas en Las Villuercas y Los Ibores.
Existe una gran variedad de fauna. No es raro ver grandes aves rapaces y carroñeras (águilas reales, perdiceras y culebreras, buitres negros y leonados y alimoches) además de cigüeñas negras y pájaros más pequeños, como el mirlo, la perdiz, la codorniz o el martín pescador. Grandes mamíferos, como el jabalí, el venado, el corzo, el gamo o el muflón campan por los montes, mientras que en los ríos aún es posible ver nutrias.

### Geología
En las cumbres y riscos predominan las cuarcitas armoricanas, mientras que en los valles hay pizarras y calizas dolomíticas y sobre estas los suelos rojos de arcillas de descalcificación. En las laderas de las montañas aparecen acumulaciones de cantos angulosos y poco erosionados que también constituyen un elemento paisajístico notable y que son conocidas como "pedreras". Al norte de la población destacan las plataformas amesetadas de las Rañas cubiertas de olivos: Rañas de las Mesillas. En Castañar de Ibor se localiza la caverna más interesante de Extremadura, con finos y bellos espeleotemas de aragonito, declarada Monumento Natural de Extremadura. En estas rocas calizas han sido descubiertos los fósiles más antiguos de Europa: Cloudinas carinatas, que son los primeros invertebrados marinos con esqueleto mineralizado que vivieron hace unos 540 millones de años.

## Historia

### Orígenes
Aunque los orígenes del pueblo no están bien documentados, existen en el municipio restos megalíticos, como el dolmen de El Gambete o Los Tres Mojones, que separa los términos municipales de Castañar de Ibor, Bohonal de Ibor y Peraleda de San Román. También aparecen edificaciones que datan de la dominación árabe, como La Torre de los Moros, en las inmediaciones del Río Ibor.
La creencia popular es que en el siglo XV muchos de los habitantes del despoblado de la Avellaneda (situado río abajo, en el mismo término de Castañar) se trasladan a lo que hoy es el pueblo de Castañar de Ibor, a causa de una plaga, dando origen al casco urbano actual. En primer lugar la localidad se llamó Chozas del Castañar, luego Casas del Castañar, más tarde Castañar y finalmente Castañar de Ibor. El rey Sancho IV incluyó el valle del Ibor en las Tierras de Talavera y por tanto Castañar de Ibor perteneció junto con Guadalupe, el resto del valle y el Campo Arañuelo a este antiguo alfoz.

### Desde elsigloXVIhasta elXX
A la caída del Antiguo Régimen la localidad se constituyó en municipio constitucional en la región de Extremadura, desde 1834 quedó integrado en el partido judicial de Navalmoral de la Mata. En el censo de 1842 contaba con 230 hogares y 1260 vecinos.  Hacia mediados del siglo XIX, el lugar tenía contabilizadas 240 casas. Aparece descrito en el sexto volumen del Diccionario geográfico-estadístico-histórico de España y sus posesiones de Ultramar de Pascual Madoz de la siguiente manera:

CSTAÑAR DE IBOR: l. con ayunt. en la prov. y aud. terr. de Cáceres (18 leg.), part. jud. de Navalmoral de la Mata (5), dióc. de Toledo (24), c. g. de Estremadura (Badajoz 32). sit. en un valle circundado de sierras muy elevadas, próximo al nacimiento de dos arroyos que lo rodean por N. y S.; le combaten los aires E., S. y O., con clima templado y enfermedades estacionales: tiene 240 casas de mala distribucion interior; forman varías calles irregulares, mal empedradas y sucias, y una plaza cuadrada, en la que se halla la igl. parr. dedicada á San Benito Abad, con curato perpetuo, de primer ascenso, de provision ordinaria, y á la cual es aneja la igl. de Navalvillar de Ibor: no hay ningun otro edificio público, y la escuela está desempeñada por un maestro sin título; dotado con 1,100 rs. de los fondos públicos, y la retribucion de los 60 niños que concurren: en los afueras hay 2 fuentes públicas, abundantes y de buenas aguas, y el cementerio que no perjudica á la salud. Confina el térm. por N. con el de Bohenal de Ibor, y Peraleda de San Roman; E. Nava-entre-Sierra; S. Navalviliar de Ibor; O. Fresnedoso y Robledo llano; á dist. de 1/2 leg. por el S., que es la menor, y á 2 1/2 leg. por el N., que es la mayor, y comprende el desp. de la Avellaneda, y los cas. de Valdeazores y Cercadílla: cruzan el térm. el r. Ibor; el Gualija; los 2 arroyos, que nacen próxinos al pueblo, llamados el uno del Castañar, que corre de E. á O.; pasa 300 pasos del l., y desagua en el r. Ibor á 1/2 leg. de dist.; el otro llamado de Fuente blanca, nace á 1,200 pasos del pueblo, corre de E. á O., pasa á 50 pasos de él al N., y desagua en el mismo r.; otro arroyo llamado de las Angelinas, nace en térm. de Navalvillar, á 1 leg.: corre de S. á N., y desagua en Gualija: el llamado de las Calabazas nace á 1/2 leg.; lleva la misma direccion y desagua en el anterior: el llamado de San Benito, nace á 1/2 leg., lleva la misma direccion y tiene el mismo desagüe: otro con el nombre de Aguiloa, nace á 3/4 legua y tiene las mismas circunstancias que los anteriores; el llamado Gualigesno, nace á 1 leg. con igual direccion, y desagüe; todos pierden su corriente en el verano, quedando solo algunos charcos. El terreno es montuoso y áspero, de monte bajo de jara, madroñera y brezo lo principal, alguno alto de roble y alcornoque, formando altas cord. que rodean al pueblo, y se enlazan con las montañas de Guadalupe: las sierras sit. al E. del l. se llaman del puerto, al N. el cerro llamado Castillejo; al O. las del rostro, y al S. las de la Fuente fria que son las mas altas y encumbradas: todas son asperísimas y de difícil cultivo, sembrándose anualmente sobre 1,000 fan. de todos granos, de las cuales se labran 300 de mediana calidad, y las restantes son de monte rozado que suelen sembrarse de 15 á 20 años: á las márg. de los arroyos hay huertas que se riegan con el agua de los mismos. Los caminos son vecinales y en malísimo estado. El correo se recibe en Guadalupe por cargo vecinal, en los dias que se manda por él. prod. poco trigo, algo mas centeno y alguna cebada; aceite, vino, frutas de todas clases, nueces, castañas y toda clase de legumbres; se mantiene ganado cabrio, vacuno, de cerda, el de labor y muchas colmenas, y se cria abundante caza mayor y menor; peces y algunas truchas en los r. ind. 30 telares para lienzos y cáñamo, manejados por mujeres casi todos: 3 molinos harineros, igual número de aceite, 1 de cera y 1 caldera de jabon blando. pobl. 230 vec., 1,259 alm. cap. prod. 2.366,700 rs. imp. 113,335 rs. contr. 19,747 rs. 5 mrs. presupuesto municipal 2,649, del que se pagan 1,600 al secretario por su dotacion, y se cubre con lo que produce un plantio de castañas y algunos terrenos que se venden para pafsto de ganado cabrio.
(Madoz, 1847, p. 79)

### SigloXX
Tras la guerra civil española, las sierras de Castañar fueron testigos de la guerrilla antifranquista del maquis. Desde los años 1950, y hasta comienzos de los años 1980, el éxodo rural. Desde los años 1990, aunque la población sigue disminuyendo, lo hace a un menor ritmo.
En la década de 1950 se construyó una pequeña central hidroeléctrica en el río Viejas, próxima a su confluencia con el Ibor. La infraestructura, integrada en la red de Iberduero, hace que, desde entonces, el pueblo sea casi autosuficiente en abastecimiento eléctrico.
La llegada de la democracia y las décadas posteriores supuso la mejora de las infraestructuras del pueblo, con la construcción de un nuevo edificio para el ayuntamiento, un polideportivo y un centro de salud comarcal.
Así mismo, durante los últimos años el pueblo ha visto la aparición de establecimientos dedicados a la explotación del turismo rural. (Campin, casa rural, etc.).
Una persona muy importante en el desarrollo de las infraestructuras rurales haciendo llegar la luz al pueblo fue Rodrigo Dávila Martín. En su honor se fundó el colegio público Rodrigo Dávila Martín.

## Demografía
Castañar de Ibor cuenta con una población de 1032 habitantes (INE 2024).
| Gráfica de evolución demográfica de Castañar de Ibor entre 1842 y 2021                                              |
| |
| Población de derecho según los censos de población del INE Población de hecho según los censos de población del INE |

## Economía
El olivar se constituye en principal motor económico de Castañar de Ibor. Además de las grandes extensiones dedicadas al cultivo, varias cooperativas agrarias convierten el fruto de este árbol en un aceite de gran calidad.
El incipiente sector del turismo rural tiene una creciente relevancia. Próximo a las cuevas se ha abierto un campin que permite un fácil acceso a estas y a un centro de interpretación de las mismas. Varias casas rurales y un hostal completan la oferta hostelera orientada al ecoturismo y turismo rural de este municipio.

## Transportes
La principal carretera del municipio es la EX-118 , que atraviesa el término municipal de norte a sur, tomando los nombres de Avenida de Navalmoral y Avenida de Guadalupe a su paso por el casco urbano. Esta lleva a Bohonal de Ibor, Peraleda de la Mata y Navalmoral de la Mata al norte y a Navalvillar de Ibor y Guadalupe al sur.
Otra carretera destacable es la EX-386  o carretera de Robledollano, que une el oeste del pueblo con la autovía del Suroeste pasando por Robledollano y Deleitosa. De la La EX-118, al norte del término municipal, sale la carretera provincial CC-79, que lleva a Fresnedoso de Ibor.
En cuanto al transporte público, hay una línea de autobús a cargo de la empresa Autocares Los Ibores que une Guadalupe con Navalmoral y cuyo recorrido coincide con la EX-118 salvo que pasa por Valdehúncar y desde 2011 también por Robledollano y Fresnedoso.

## Servicios públicos

### Educación
El pueblo cuenta con un centro educativo, el Colegio Público Rodrigo Dávila Martín. Se construyó en 1961 y abarca los niveles de Educación Infantil, Educación Primaria y ESO.

### Sanidad
Castañar de Ibor cuenta con un centro de salud en la Avenida de Guadalupe.

## Símbolos
El escudo y la bandera de Castañar de Ibor fueron aprobados mediante la "Orden de 19 de febrero de 1990, de la Consejería de la Presidencia y Trabajo, por la que se aprueba el Escudo Heráldico y Bandera Municipal del Ayuntamiento de Castañar de Ibor (Cáceres)", publicada en el Diario Oficial de Extremadura el 1 de marzo de 1990 y aprobada por el Consejero de la Presidencia y Trabajo Manuel Amigo, luego de haber aprobado el expediente el pleno municipal el 24 de junio de 1989 y haber emitido informe la Real Academia de la Historia el 9 de febrero de 1990. El escudo se define oficialmente así:

De oro, un castaño de sinople puesto sobre ondas de azur y plata. Al timbre Corona Real cerrada.

La bandera se define oficialmente así:

Cuadrada y de color verde, trayendo en su centro el blasón municipal en sus colores.

## Patrimonio

### Cuevas de Castañar
La cueva de Castañar de Ibor combina una gran belleza natural con una relativa fragilidad, lo que ha desaconsejado acondicionarlas para abrirlas al gran público. Actualmente se pueden visitar con guías, y en grupos reducidos. Fueron descubiertas en 1967 y declaradas Monumento Natural mediante el Decreto 114/1997 de 23 de septiembre, con el fin de dar especial protección a este espacio subterráneo único.

### Casco urbano de Castañar

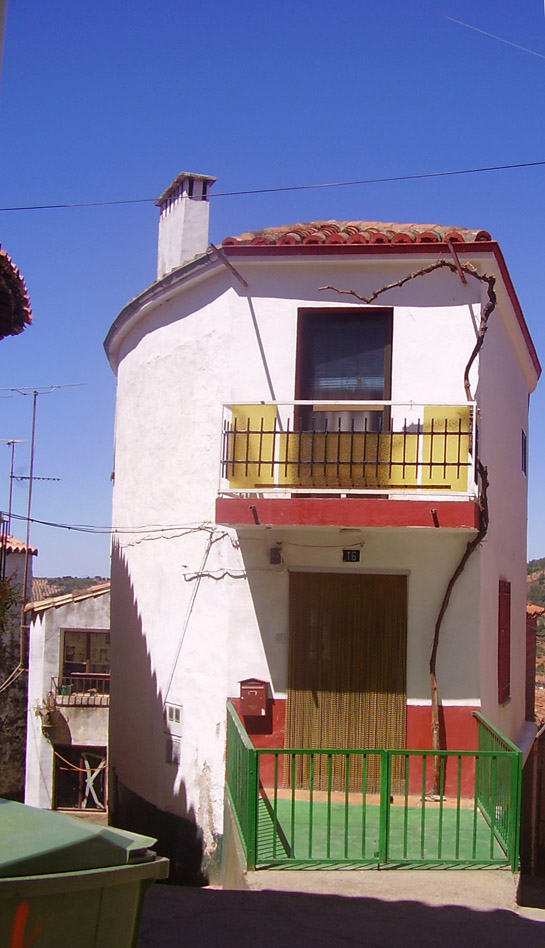
Arquitectura popular en Castañar de Ibor

Aunque el principal foco de atención para el turista rural será la gran riqueza natural del entorno, no se puede pasar por alto lo pintoresco del pequeño casco urbano castañero, enclavado en la ladera de un cerro y caracterizado por calles estrechas con una fuerte pendiente. 
La plaza del pueblo, situada en la parte más alta cuenta con unas privilegiadas vistas a la montaña, desde la balconada del ayuntamiento, además de con una recoleta iglesia del siglo XVII y estilo barroco rústico, de la que destaca su altar mayor.
Por la parte baja del pueblo discurren las carreteras que comunica el pueblo con Guadalupe, Navalmoral de la Mata y Deleitosa.

## Festividades
En Castañar de Ibor se celebran las siguientes fiestas locales:
- Carnaval;
- Semana Santa;
- Romería de La Avellaneda, el 15 de mayo;
- San Benito Abad, el 11 de julio;
- Virgen de Castañar, el 15 de agosto;
- Quintos, en Todos Los Santos, Fin de año, San Antón y Semana Santa.
- La Mogará, se celebra en la festividad de Todos Los Santos.